# Sanatório Vasconcelos Porto
El Sanatório Vasconcelos Porto fue una institución de salud destinada a ferroviarios, localizada en el ayuntamiento de São Brás de Alportel, en el Distrito de Faro, en Portugal. Operó entre 1918 y 1991, siendo sustituido por el Centro de Medicina de Rehabilitación del Sur, basado en las antiguas instalaciones del Sanatorio.

## Descripción
Fue instalado en el Valle de Alportel, como forma de proporcionar a sus pacientes un ambiente propicio para el descanso y un aire menos contaminado que en los centros urbanos; llegó a tener una elevada importancia, llegando a convertirse en uno de los principales polos para el tratamiento de las enfermedades respiratorias en Portugal.
El tratamiento de los pacientes se hacía a través del descanso, de alimentación adecuada y de la exposición al aire libre; el uso de medicamentos era reducido al mínimo, excepto en los casos más avanzados de la dolencia. El complejo incluía una galería cubierta por vidrios para protegerse de las condiciones atmosféricas, donde los pacientes reposaban durante el día; las habitaciones estaban equipadas con ventanas de apertura horizontal, que permitían su apertura durante toda la noche, pudiendo ser cerradas cuando los clientes se acostaban y levantaban.

## Historia

### Inauguración
Inaugurado el 8 de septiembre de 1918, con la presencia del entonces secretario de estado de comercio, fue construido por la compañía de los Caminhos de Ferro do Estado para albergar a los funcionarios y sus familias, que sufrían de tuberculosis. Fue originalmente denominado Sanatório Carlos Vasconcelos Porto, en homenaje a su fundador y principal patrón.

### Declive y recuperación
Durante la década de 1920, sufrió varios problemas de orden financiero. En la década de 1930, no tenía capacidad suficiente para satisfacer la demanda, por lo que fue necesario instituir un nuevo sanatorio, con las mismas funciones, en Paredes de Coura, cuya construcción terminó en 1933.
En 1937, entra en servicio, como director clínico, el médico Medeiros Galvão. En fecha desconocida, el Sanatorio es cerrado, reabriendo en 1955, ya bajo la dirección de Medeiros Galvão; su administración estuvo marcada por el rigor y profesionalidad acudiendo a él pacientes de todo el país. Galvão dejó la dirección en 1977, año en que se jubiló.

### Cierre
Después de la extinción oficial del Sanatorio, en 1991, y la entrega de las instalaciones a la gestión del Hospital del distrito de Faro, se observó una continua degradación de sus instalaciones, y reducción de las actividades clínicas; el Servicio Nacional de Salud llegó a elaborar un protocolo, para la cesión de este edificio a una institución privada de solidariedad social. Fueron efectuadas obras de mantenimiento, llegándose a ubicar allí el Servicio de Neumología; este fue cerrado el 30 de junio de 2002, para proceder a la ampliación y remodelación del complejo, para albergar el Centro de Medicina de Rehabilitación del Sur, bajo la gestión del Sistema Nacional de Salud y del Grupo Portugués de Salud. El Centro alberga un núcleo museológico, donde se recuerda la historia de este edificio, y donde se exponen algunos de los utensilios utilizados en el Sanatorio.